# تريستينا
تريستينا (بالإنجليزية: Trstená)‏ هي بلدة تقع في سلوفاكيا في Tvrdošín District.[بحاجة لمصدر] يقدر عدد سكانها بـ 7,551 نسمة .

## أعلام
- بيتر ماسلو
- مارسيل شين
- إريك يندريشيك